# Krzysztof Gałkowski
Krzysztof Marek Gałkowski (ur. 9 czerwca 1949 we Wrocławiu,  zm. 11 listopada 2023) – polski inżynier elektronik, profesor nauk technicznych; specjalizuje się w systemach wielowymiarowych oraz teorii systemów; profesor Instytutu Sterowania i Systemów Informatycznych Uniwersytetu Zielonogórskiego oraz Instytutu Fizyki Wydziału Fizyki, Astronomii i Informatyki Stosowanej Uniwersytetu Mikołaja Kopernika. 

## Życiorys
W latach 1967–1972 studiował na Wydziale Elektroniki Politechniki Wrocławskiej, gdzie w 1977 uzyskał stopień doktorski i następnie został zatrudniony w Instytucie Telekomunikacji i Akustyki (pracował tam w latach 1977–1996). Habilitował się w 1994 na podstawie oceny dorobku naukowego i publikacji Realizacje stanowe systemów wielowymiarowych. W 1996 przeniósł się do Zielonej Góry, gdzie na ówczesnej Politechnice został zatrudniony jako profesor. Tytuł naukowy profesora nauk technicznych został mu nadany w 2002. Na Uniwersytecie Zielonogórskim jest profesorem w Zakładzie Systemów Sterowania i Robotyki Instytutu Sterowania i Systemów Informatycznych. Poza Zieloną Górą jest także profesorem Zespołu Automatyki i Robotyki Katedry Automatyki i Systemów Pomiarowych Instytutu Fizyki UMK w Toruniu (gdzie pracują także m.in. Marek Zieliński, Jadwiga Lal-Jadziak, Andrzej Dzieliński oraz Marcin Iwanowski).
Swoje prace publikował m.in. w „International Journal of Control", „Control Engineering Practice", „Linear Algebra and its Applications" oraz w „IEEE Transactions on Circuits and Systems I: Fundamental Theory and Applications".
W 2003 został laureatem Nagrody Siemensa za „Układy wielowymiarowe i procesy powtarzalne – rozwój teorii i zastosowań praktycznych, budowa grupy badawczej w Uniwersytecie Zielonogórskim".
Rano 11.11.2023 Profesor Krzysztof Gałkowski zmarł. Śmierć zabrała go w hotelu w Rostocku, podczas wizyty naukowej u prof. Haralda Ashemanna z Uniwersytetu w Rostocku. Cześć Jego pamięci!